# 澀澤榮一
澀澤榮一（日语：〔〕／ Shibusawa Eiichi，1840年3月16日—1931年11月11日）是日本幕末至大正初期活躍的武士（幕臣）、官僚、實業家。

## 生平

### 早年
涩泽荣一出生于1840年（天保11年）2月13日的武藏国榛泽郡血洗岛村（现为埼玉县深谷市血洗岛地区），父亲是涩泽市郎右卫门，母亲是ゑい（えい）。身份虽然是普通的农民，但是涩泽家也同时做蓝玉（一种染料）的制造售卖并兼顾蚕业和其他农产品的生产。因此荣一从小使用算盘，从而激发了他自己的商业才能。荣一和父亲一起在信浓和上野做蓝玉的行商，同时也负责采购蓝玉的原材料——蓼蓝。这些从商经验在他后来前往欧洲视察的时候，特别关注近代经济系统和制度方面起到了非常重要的作用。
同时，荣一在学问方面也是相当出色，5岁开始阅读汉文书籍，7岁跟随表兄尾高惇忠一起学习《论语》和其他四书五经、日本外史等。同时跟随川越藩的剑术师范大川平兵卫学习神道无念流。1856年（安政三年），冈部藩的冈部阵屋的领主代官要求上缴御用金的时候，荣一表示强烈反对。1858年（安政五年），与惇忠的妹妹千代结婚。

### 青年
文久元年（1861年）前往江户，成为儒学家海保渔村的门生。同样加入了北辰一刀流的千叶荣次郎的道场。在进行剑术修行的同时也结交了很多尊王志士，思想上面转向尊王攘夷。1863年（文久三年），与兄弟尾高惇忠、涩泽喜作等策划偷袭高崎城，夺取武器之后放火焚烧横滨外国人居留地，之后与长州藩联手推翻幕府。不过之后被尾高惇忠的弟弟尾高长七郎拼死阻拦而计划中止。
担心连累家族的荣一决定从父亲那里接受斷絕親子關係（断绝父子关系），然后与喜作一起前往京都。八月十八日政变之后，尊王攘夷派在京都失势，荣一前往江户游学的时候，受到了一桥家家臣平冈円四郎的推荐，同堂哥喜作一起出仕一桥庆喜。成为武士之后荣一通称为笃大夫，喜作通称为成一郎。庆喜当时刚刚就任为朝议参预，常驻京都。之后，又成为了禁里御守卫总督，负责守护皇居。由于手下没有兵力，因此荣一等人立刻返回一桥家领地进行募兵的工作。

### 访欧

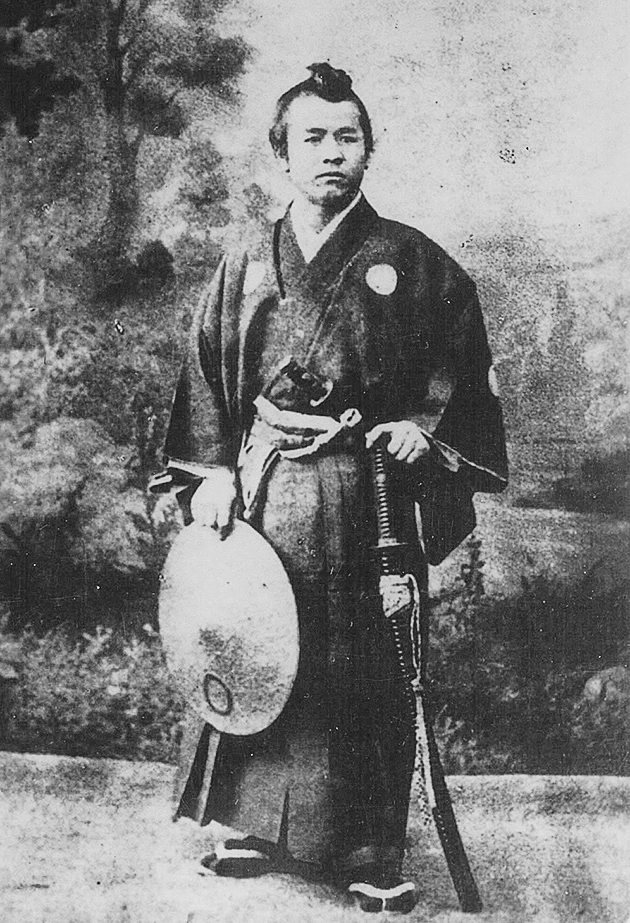
幕臣涩泽荣一，1866年

1866年（庆应二年），庆喜就任为将军的情况下，荣一成为幕臣（幕府的直臣）。翌年，因为法国首都巴黎举办万国博览会，庆喜的异母弟德川昭武作为将军代表出席，荣一则以御勘定陆军付调役的身份陪同昭武一同前往巴黎视察。同时也跟随昭武访问其他欧洲国家（比利时等）。在欧洲期间作为翻译向同行的亚历山大·冯·席博尔德学习外语和其他知识，通过席博尔德的介绍了解了欧洲各地先进的产业和制度，对近代社会的发展印象深刻。在法国的时候，职务从陆军付调改为外国奉行支配调役，然后是开成所奉行支配调役。在参观完巴黎万博和其他国家之后，德川昭武准备在巴黎留学。但此时国内发生大政奉还，因此新政府要求德川昭武一行回国。德川昭武预定继承水户德川家。在1868年10月19日，众人从马赛出发，最终在12月16日回到日本的横滨港。
由于受到西方文化的影响，荣一改变了自己的装束，切断了日本男子传统的髷发型，穿上西装并戴上了博勒帽（日语称山高帽），并且之后在日本大力推广这种帽子。

### 新政府官员
涩泽荣一在骏府的宝台院见到了原来的主公德川庆喜，德川庆喜告诉他接下来走自己的路（これからは、お前の道を行きなさい），荣一决定出仕静冈藩，在藩内开始实践株式会社制度。1869年，为了筹集归还新政府的贷款，荣一设立了商法会议所（商会）。这个商法会议所兼具银行和贩卖商品的功能，并且得到小野组的古河市兵卫的请托。同年10月，明治新政府前往静冈藩招募荣一，荣一前往东京，被聘为民部省租税正。荣一不喜欢这个工作，想要拒绝，但被大隈重信等人说服后就任。同时还担任民部省的改正掛的掛长，协助制定度量衡和国立银行条例。1871年，民部省并入大藏省，荣一担任大藏权大丞、大藏大丞。从1872年协助制定新的纸币——明治通宝（又称德国纸币），减少了伪钞的流通。同年2月，东京发生火灾，大藏省负责重建工作，荣一提议导入安全性更高的砖造建筑。之后，由于大隈重信跟大久保利通两人的矛盾，荣一和井上馨、吉田清成等提议进行改革，之后和井上馨一起在1873年5月辞官。
另外，荣一让自己的堂兄喜作（成一郎）以大藏省养蚕制丝产业调查的名义派往欧洲，同时让表兄尾高惇忠担任富冈制丝厂的第一代厂长。

### 实业家

#### 银行
荣一在井上馨以及席博尔德兄弟的协助下，在1873年指导设立了第一国立银行（后改为第一银行，现在的瑞穗银行），并担任银行总监，与三井组、小野组等商团进行合资。次年小野组破产，三井组试图单独接管银行，荣一听从古河市兵卫的恳请协助小野组，最终保留了小野组的股份，并且自己担任头取（行长）。银行继续走公益路线的民间借贷事业，没让这个银行成为财阀控制下的全盈利性银行。1877年，原宇和岛伊达家出资建立的第二十国立银行与荣一的第一银行进行商谈，最终达成吸收合并协议。
1892年，主营小额储蓄的储蓄银行制度准备齐全之后，荣一等第一银行职员出资建立东京储蓄银行（现在的里索那银行），荣一担任取缔役会长。
在荣一的家乡埼玉县，1894年荣一设立了熊谷银行，1899年设立黑须银行，到1919年再设立武州银行，由自己的女婿尾崎次郎担任首任头取（行长），并进行顾问方面的支援。之后武州银行将其他两家银行吸收合并，改名为琦玉银行，现在是琦玉里索那银行。荣一还开设了一些半官半民的特殊银行，包括日本劝业银行和日本兴业银行（现在都归属于瑞穗银行）。

#### 实业
1873年，荣一设立了在大藏省时就已经筹划的抄纸会社（现在的日本制纸），同年成为东京瓦斯掛（现在的东京瓦斯）的委员。1876年支持平野富二的石川岛平野造船所（现在的IHI），同年支持秀英社（现在的大日本印刷）创业和中外物价新报（现在的日本经济新闻）创刊。
1879年，作为东京海上保险会社（现在的东京海上日动火灾保险）的创立发起人成为保险业创业的支持者。1881年，成为日本铁道会社（现在的东日本旅客铁道）的理事委员。同年创立共通运输会社，在海运行业与三菱财阀的日本邮船进行竞争，防止垄断（两者后来合并）。同年，创立日本电灯会社（现在的东京电力）。1883年，支持工部省深川分局的浅野总一郎的浅野水泥工厂（现在的太平洋水泥）创业。1885年成为日本啤酒（ジャパンブリュワリー，现在的麒麟控股）的理事员。
1887年，担任清水组（现在的清水建设）的相谈役，参与经营。同年，协助高峰让吉建立东京人造肥料会社（现在的日产化学），担任创立委员长。另外还有东京制钢会社（现在的东京制钢）、日本炼瓦制造会社、东京饭店（现在的帝国饭店）的发起人和理事长。札幌麦酒会社委员长、大日本麦酒株式会社（现在的札幌控股，日语：サッポロホールディングス）的设立总会议长，日本土木会社（现在的大成建设）的发起人和委员长。1888年，支持古河市兵卫的足尾矿山组合（现在的古河机械金属）设立。1892年，担任东京帽子（现在的奥贝克斯）的取缔役会长。1895年，支援东洋经济新报创刊，同时是日本精糖（现在的大日本明治制糖）的发起人和取缔役。1896年，担任汽车制造（现在的川崎重工业）的创业委员和监察役，以及浦贺船渠（现在的住友重机械工业）的相谈役。
1897年，为自己家创业了涩泽仓库部（现在的涩泽仓库）。
1906年担任京阪电气铁道（现在的京阪股份有限公司）的创立委员长，帝国剧场会社（现在的东宝和东京会馆）的创立委员长。
1909年是日本皮革（现在的Nippi）的发起人和相谈役。
在1877年组织了择善会（东京银行协会的前身），主要负责提携银行业者，同时向政府提供施政建议。1878年与涩泽喜作、大仓喜八郎等人合资设立东方商法会议所（现在的日本商工会议所）并担任会头。出于募集更多资本发展事业的合本主义思想实践，荣一认为应该创立股票市场，1878年东京柱式取引所（东京证券交易所的前身）成立。在当时很少公开发行股票的企业中，第一国立银行的的股票率先上涨。

#### 社会福利
1874年，荣一为了救济生活困难民众而开始运营养育院（现在的东京都健康长寿医疗中心），后来亲自担任事务长和院长。1877年西南战争结束，佐野常民设立了为战争双方伤病员提供治疗救援的博爱社，容易担任社员，后来博爱社改为日本赤十字社，继续参与运营。1884年，高松凌云为生活困难者提供免费医疗设立的同爱社，荣一也参与其中并担任干事。
1907年，担任东京慈惠医院（现在的东京慈惠会）的相谈役和委员长。1908年，参与设立癌症研究会，并担任副总裁。

#### 教育
1875年积极推动实学（应用科学）教育的森有礼创办了商法讲习私塾，通过荣一的支持改称商法讲习所（后来变成东京商科大学和一桥大学），荣一担任经营委员。1881年到1883年，荣一担任东京大学的讲师，主讲日本财政论。1888年暂住工手学校（现在的工学院大学）。1900年与大仓喜八郎一同创立大仓商业学校（现在的东京经济大学）。
为了改变当时男尊女卑的保守社会思潮，荣一提出了女性高等教育的必要性。1887年与伊藤博文、胜海舟等人一起设立女子教育奖励会和东京女学馆。1901年支持创立日本女子大学，并且从实业界退休后担任校长一职。
1900年支持设立台湾协会学校（现在的拓殖大学）担任设立委员会委员，在学校成功设立之后亲自前往大讲堂向学生发表演讲。1908年参与了早稻田大学的理工科的科系扩大计划，并担任基金管理委员长。

#### 文化娱乐
荣一还注意到日本文化娱乐业的发展，1890年在东京浅草主持日本全景馆（浅草日本パノラマ館）的开业。之后还协助设立主要为市民提供社交场所的东京会馆。

#### 国际交流
1879年，前任美国总统尤利西斯·格兰特夫妇一行访问日本，涩泽荣一跟福地源一郎一起担任接待委员总代表，准备欢迎仪式，并在飞鸟山宅邸中举行欢迎会。1881年在飞鸟山招待夏威夷王国的卡拉卡瓦国王。
1893年，荣一专门设立负责接待外宾的组织贵宾会，并成为干事长。这项事业与后来的日本交通公社存在关联。1898年，荣一访问大韩帝国，并谒见了高宗皇帝。此行的目的在于推动韩国的近代化建设，促进两国之间的贸易和友好关系。
1902年开始前往欧美各地进行视察，与当地的商工会议所成员进行交流，并与时任美国总统西奥多·罗斯福展开会谈。1903年与大隈重信等人一起设立日印协会，后来担任该协会的第三任会长。1908年，基督教慈善团体救世军的创立者卜威廉造访日本的时候，荣一在飞鸟山宅邸举办了欢迎午餐会。

### 退休之后
1909年，涩泽荣一已经是古稀之龄，他公开表明从实业界退休。除了第一银行和东京储蓄银行的职位以外的其他61个企业的职位全部辞去。银行的经营工作也交给了继任的佐佐木勇之助，自己的工作重心转移到教育、社会福利、医疗等领域。1916年，77岁的荣一辞去了第一银行行长（头取）的职位。荣一后续主要的工作在于民间外交方面，其中包括发起了归一协会。

#### 民间外交
1909年担任渡美实业团的团长，率领全国商业会议所所长（会头）访问美国。除会见美国总统威廉·塔夫脱以外，还花了3个月在美国各地巡回访问，促进日美相互理解，解除贸易摩擦。1912年协助创立纽约市日本协会协赞会，并担任名誉委员长。同年由于加利福尼亚州出现了排日运动，因此提议在美国设立专门报道日本新闻的通讯社来提升美国国民对日本的了解。后来设立的国际通信社是现在的时事通信社和共同通讯社的起源。
1913年，荣一作为民间代表欢迎访日的中国国民党理事长孙文。1914年，荣一为促进中日经济合作而访问中国。

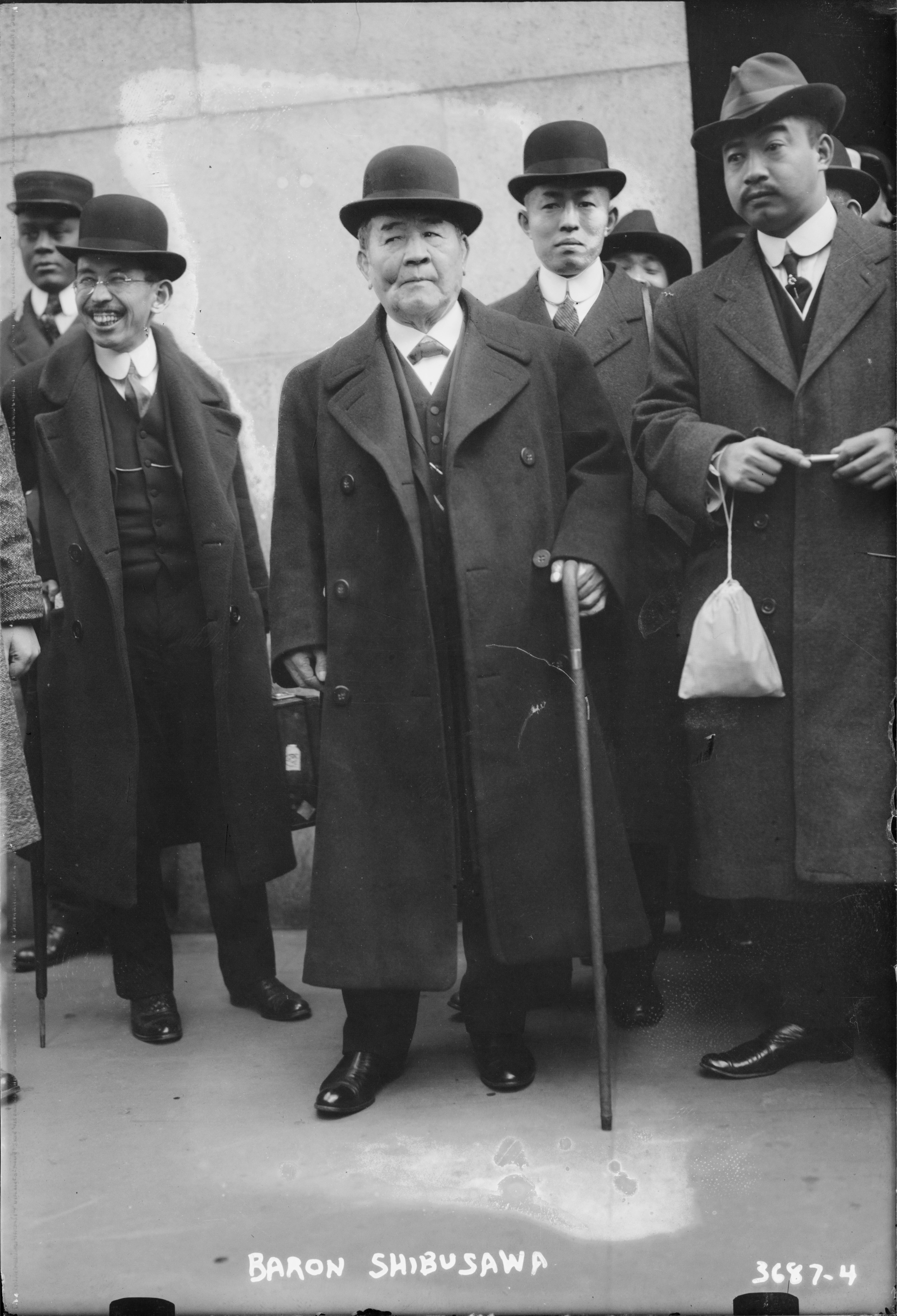
1915年涩泽荣一摄于纽约

1915年，借巴拿马太平洋博览会举办的契机再次前往美国，会见伍德罗·威尔逊总统。1916年担任日美关系委员会的常务会员。1917年担任日美协会的名誉副会长。1920年担任日本国际联盟协会会长。1921年，出席华盛顿会议，并会见总统沃伦·哈定。
根據諾貝爾獎官方資料庫，澀澤榮一曾於1926年、1927年被提名為諾貝爾和平獎候選人。

#### 教育
退休后的涩泽荣一仍然继续日本教育事业的开拓，1909年负责调停东京商科大学的辛酉事件，防止该校被东京大学统合。1914年，在高千穗高等商业学校（现在的高千穗大学）设立的时候担任评议员，继续谋求发展实业教育。
1919年荣一在主讲论语的三岛中洲去世后担任二松学舍的舍长和理事。1921年担任私塾国士馆（现在的国士馆大学）的维持委员。
女性教育方面，1924年担任东京女学馆的馆长，1931年担任日本女子大学校长。

#### 社会福利
1911年，荣一担任慈善团体济生会的顾问和评议员。1913年，担任北里柴三郎设立的日本结核预防协会的评议员。1914年担任圣路加国际医院的评议会副会长和会计监督。1920年担任泷乃川学园（主要负责智力障碍儿童的抚养和教育）的理事长。

#### 其他事业
1909年，柔道家，同时也是日本体育之父嘉纳治五郎运营的讲道馆推动财团法人化的时候，涩泽荣一被推举为监事。这个职位荣一一直担任到去世。
1918年，荣一主导刊行《德川庆喜公传》，希望能将旧主·德川庆喜的事迹正确地传达给后世的人们。
1919年，荣一预见到资本主义发展过程中劳资争议频繁化，作为中间协调者而设立了协调会，并担任副会长。1923年，为了重振汉学，荣一担任帝国议会决议设立的大东文化协会（现在的大东文化大学）的评议员。

#### 关东大地震
1923年9月关东地区发生大地震，荣一立刻向国家和东京地方政府献策，同时自费从附近的县购买大量粮食提供给受灾民众，通过协调会实行收容受灾民众、做饭、设置震灾情报板以及临时医院等赈灾措施。另外结成大震灾善后会，四处奔走募集救援和复兴资金，跟荣一有过交流的美国实业家都纷纷捐赠。之后荣一还担任了帝都（东京）复兴审议会的委员，筹划都市复兴计划。

### 去世
涩泽荣一死前数月罹患大肠狭窄症，1931年10月接受了開腹手術，於當年11月11日去世，享寿91岁。荣一去世的消息传出，前往吊唁的宾客络绎不绝。当天下午，昭和天皇、香淳皇后和贞明皇太后派出敕使前往弔唁。
11月15日，涩泽荣一的葬礼在青山葬仪场进行，从飞鸟山府邸到青山一路上有众多民众为他送行。
荣一的法名是泰德院仁智义让青渊大居士。墓所位于谷中灵园的涩泽家墓地。

## 政治与思想

### 从政之路
1889年（明治22年）到1904年，涩泽荣一当选为东京深川区议员和副议长，一直致力于该地域的发展。
1890年（明治23年）7月，日本举行第一届众议院议员选举，虽然荣一本人参选并且获得较高人气，但只获得94张有效票，因此未能进入众议院。不过在被选定为贵族院的议员，并且出席第一届帝国议会贵族院合议。荣一之后没有再参加贵族院的任何会议，并在第二年的10月宣布辞职。
1901年，井上馨奉命组阁的时候，找到涩泽荣一希望他担任大藏大臣，但是被荣一拒绝，之后井上认为没有荣一的他也没有能力担任首相，因此放弃组阁。

### 龙门社
1886年为了勉励深川区福住町涩泽邸寄宿学习的青年人上进并且发表学习的成果，因此在当地组织了龙门社，初代社长是渋沢笃二，主要吸收赞同涩泽荣一思想的经济产业界人士，在昭和初期已经有数千人的规模，到2003年正式改名为涩泽荣一纪念财团。

### 合本主义思想
涩泽荣一最重要的思想就是合本主义，主要是指在资本主义发展过程中，一定以公益事业为追求和使命，同时募集最合适的人才和资本推进事业发展。在荣一看来，资本的集中和发展并不是为了个人的一己私利，而是整体社会的发展和进步，因此必须将资本和人才进行融合，因此被称为合本主义。虽然涩泽荣一和其家族关联到的企业非常多，但他本人无意建立财阀。即便存在所谓“涩泽财阀”的企业群体，但实际上涩泽家族在其中的持股比例非常低（家族经营的涩泽仓库最高为26%，第一银行3%，其他可忽略不计）。

### 道德与经济合一
涩泽荣一在1916年撰写了《论语与算盘》一书，提出了道德经济合一的思想。他在幼年时期学习的论语（代表伦理道德）和经商使用的算盘（代表经济），认为这两种并非是矛盾关系，而是追求经济发展并非为了个人独占利益，而是为了国家整体的发展，从社会整体得到的利益应该重新还给社会。他在书中写到：如果一定要追问致富的根源的话，那就是仁义道德。在正确道理之下致富，这样的富有才能永远持续下去（富をなす根源は何かと言えば、仁義道徳。正しい道理の富でなければ、その富は完全に永続することができぬ。）。因此涩泽荣一非常厌恶在经济事业中采取欺骗、不道德、恶性竞争等手段，认为这不是真正的商业才能。荣一的思想跟汉学家三岛中洲非常接近，也就是所谓的“义利合一”论。

## 家族

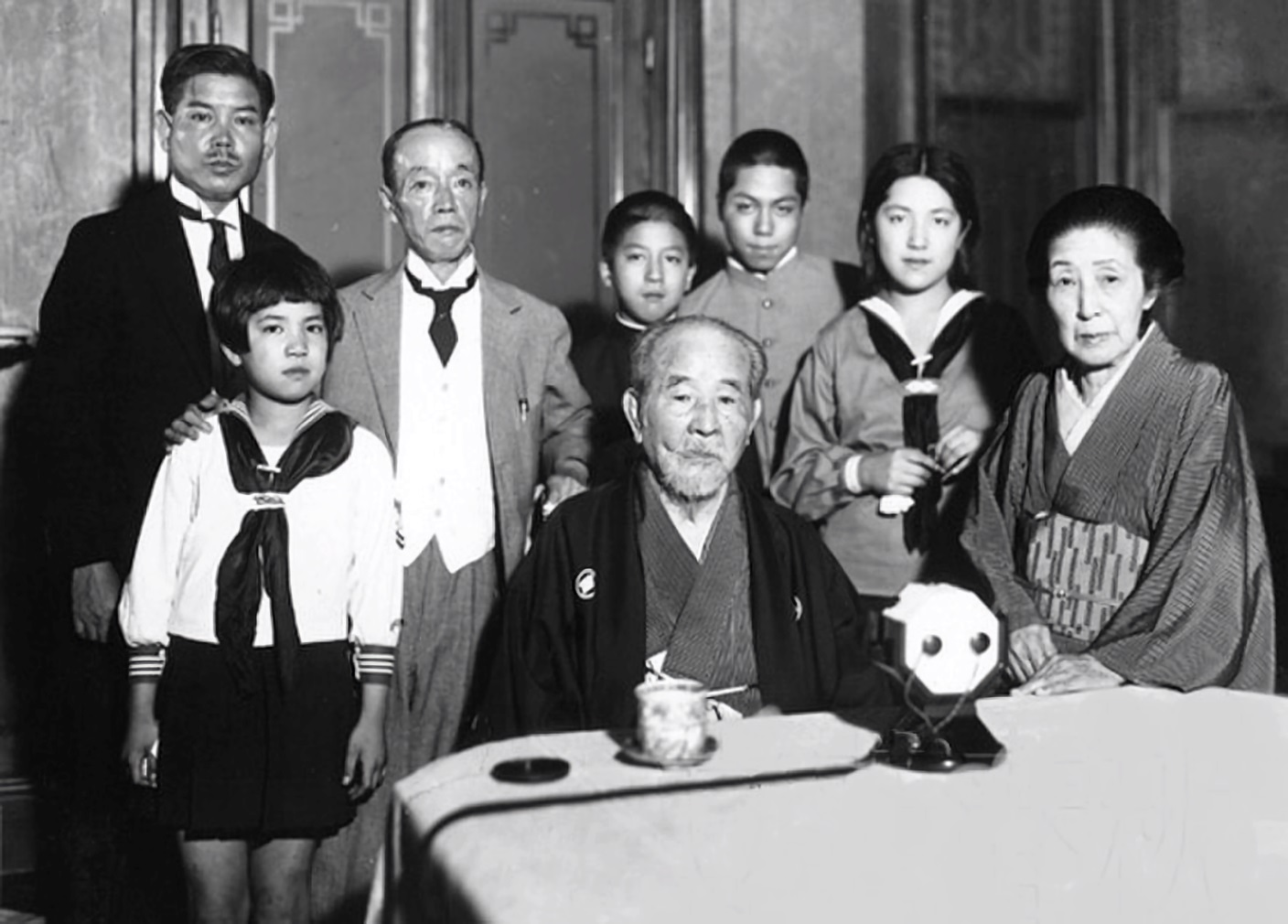
涩泽荣一及其子孙（1931年9月6日摄）

涩泽荣一与第一任妻子涩泽千代（1841年－1882年）育有两女一子，与第二任妻子涩泽兼子育有三子一女。
- 长女：涩泽歌子（日语：穂積歌子）（1863年－1932年）：后嫁给法学家穗积陈重（日语：穂積陳重）。
- 次女：涩泽琴子（1870年－1925年）：后嫁给阪谷芳郎（日语：阪谷芳郎）（1906年至1908年任日本大藏大臣）。
- 长子：涩泽笃二（日语：渋沢篤二）（1872年－1942年）：曾任涩泽仓库（日语：澁澤倉庫）会长，其子涩泽敬三（日语：渋沢敬三）曾于1945年至1946年任日本大藏大臣。其孫涩泽雅英（日语：渋沢雅英）是澀澤榮一紀念財團（日语：渋沢栄一記念財団）創辦人、現任澀澤家（第三代）首領。
- 次子：涩泽武之助（日语：渋沢武之助）（1886年－1946年）：石川岛飞机制作所第二任社长。
- 三子：涩泽正雄（日语：渋沢正雄）（1888年－1942年）：日本制铁副社长，石川岛飞机制作所初代社长。
- 三女：涩泽爱子（1890年－1977年）：后嫁给银行家明石照男（日语：明石照男）。
- 四子：涩泽秀雄（日语：渋沢秀雄）（1893年－1984年）：曾任東京寶塚劇場会长、東寶董事长。

## 紀念
澀澤榮一出生地埼玉縣深谷市的深谷車站北口廣場設有他的銅像。
埼玉县将涩泽荣一视为县历史三大伟人之一（另外两个是镰仓时代的畠山重忠和江户时代的塙保己一），并设置了以涩泽荣一命名的涩泽荣一赏，专门表彰继承涩泽荣一精神，对社会发展做出杰出贡献的企业。
日本副總理暨財務大臣麻生太郎於2019年4月9日的記者會上公佈新款日元紙鈔的設計，其中10,000元紙鈔上的人物為澀澤榮一，新款紙鈔於2024年7月3日起發行。
2021年9月2日，在火星跟木星之间发现的一颗小行星被命名为涩泽荣一星。

## 评价
美国管理学专家彼得·德鲁克对涩泽荣一评价非常高，认为没人比他最早（19世纪70-80年代）就能提出企业和国家的目标、企业发展需求和个人伦理道理之间的关系。在他本人的著作《管理：使命、责任、实务》中，德鲁克认为日本能在20世纪成为世界经济大国，涩泽荣一的思想和业绩具有不可磨灭的影响。

## 登場作品
主角
- 雲を翔びこせ（日语：雲を翔びこせ）（1978年、TBS電視劇、演：西田敏行）
- 雄氣堂堂（日语：雄気堂々#テレビドラマ）（1982年、NHK電視劇、演：滝田榮（日语：滝田栄））
- 直衝青天（2021年、NHK大河劇、演：吉澤亮）

其他
- 風雪（日语：風雪_(テレビドラマ)） 第13集「富の足音」（1964年、NHK電視劇、演：増田順司）
- 天皇的世紀（日语：天皇の世紀）（1971年、朝日放送電視劇、演：山本亘（日语：山本亘））
- 獅子的時代（日语：獅子の時代）（1980年、NHK大河劇、演：角野卓造）
- 帝都物語（1988年、東寶電影、演：勝新太郎）
- 猛き黄金の国 -士魂商才!岩崎彌太郎の青春-（日语：猛き黄金の国 -士魂商才!岩崎彌太郎の青春-）（2001年、寶塚歌劇團音樂劇、演：飛鳥裕（日语：飛鳥裕））
- 筆子‧愛 -天使之琴-（日语：筆子・その愛_-天使のピアノ-）（2007年、電影、演：平泉成）
- 櫻花、櫻花 〜武士化學家・高峰讓吉的生涯〜（日语：さくら、さくら_〜サムライ化学者・高峰譲吉の生涯〜）（2010年、Astea（日语：アステア）電影、演：松方弘樹（日语：松方弘樹））
- 阿淺來了（2015年、NHK晨間小說連續劇、演：三宅裕司（日语：三宅裕司））

遊戲
- 浪人崛起

## 著作
- 《德川庆喜公传》（全8卷）1918年 1967-68年 平凡社
- 《涩泽荣一全集》（全6卷）1930年 平凡社
- 《青渊百话》 1931年 同文馆
- 《涩泽荣一训言集》 1986年 龙门社编
- 《雨夜谭 涩泽荣一自传》 1984年 岩波文库
- 《论语与算盘》 1985年 国书刊行会
- 《论语讲义》 1975年 二松学舍大学出版部
- 《涩泽荣一自传 雨夜谭·青渊回顾录（抄）》 2020年 角川索菲亚文库

## 外部連結
- 渋沢栄一 | 近代日本人の肖像 （页面存档备份，存于）
- 渋沢栄一記念財団 （页面存档备份，存于）